# Douglas Sirk
Douglas Sirk, właśc. Hans Detlef Sierck (ur. 26 kwietnia 1897 w Hamburgu, zm. 14 stycznia 1987 w Lugano) – niemiecki reżyser i scenarzysta filmowy, najbardziej znany z wybitnych hollywodzkich melodramatów kręconych w latach 50.

## Życiorys
Karierę rozpoczął w latach 20. w Republice Weimarskiej jako reżyser teatralny. Od 1934 tworzył filmy dla największej w Niemczech wytwórni UFA. Wyemigrował do USA ze względu na prześladowanie jego żony – z pochodzenia Żydówki – przez rządzących nazistów.
Największe sukcesy odnosił w latach 50., gdy kręcił w Hollywood takie dzieła w Technicolorze jak m.in. Wspaniała obsesja (1954), Wszystko, na co niebo zezwala (1955), Pisane na wietrze (1956), Czas życia i czas śmierci (1958) oraz Zwierciadło życia (1959). Filmy te były w chwili premiery krytykowane za ich rzekomo ckliwy sentymentalizm i kobiecy punkt widzenia, jednak po latach krytyka doceniła je, uznając za arcydzieła melodramatu, w których Sirk zawarł krytykę społecznych konwenansów w mieszczańskiej Ameryce lat 50.
Twórczość Sirka miała ogromny wpływ na innych twórców, czerpiących garściami z jego filmów. Wśród nich byli m.in. Rainer Werner Fassbinder, Pedro Almodóvar, Todd Haynes, Quentin Tarantino, David Lynch czy Wong Kar-Wai.